# John Mead Howells
Pour les articles homonymes, voir Howells.
John Mead Howells, né le 14 août 1868 à Cambridge et mort le 22 septembre 1959 à Kittery Point, est un architecte américain. Il est connu pour avoir œuvré sur la Tribune Tower à Chicago et le Daily News Building à New York avec son partenaire Raymond Hood et le français J. André Fouilhoux.

## Jeunesse et éducation
Né à Cambridge (Massachusetts) le 14 août 1868, John Mead Howells est le fils de l'écrivain William Dean Howells. Il obtient un diplôme de premier cycle à l'université Harvard en 1891 et y poursuit ses études d'architecture en 1894 avant d'étudier à l'École des Beaux-Arts de Paris, où il obtient un diplôme en 1897,,.

## Carrière
Après ses études, Howells retourne aux États-Unis et s'installe à New York. Il y fonde le cabinet d'architecture Howells & Stokes avec Isaac Newton Phelps Stokes (en), avec qui il avait étudié en France. Le partenariat conçoit des œuvres telles que la chapelle Saint-Paul de l'université Columbia et Stormfield, une villa de style italianisant commandée par Samuel Clemens, nom de plume de Mark Twain et ami de longue date du père d'Howells.
En 1913, Howells met fin à son partenariat et se concentre davantage sur les immeubles de bureaux de style Art déco. En 1922, il est sélectionné pour participer au concours organisé par le Chicago Tribune,,. Il s'associe alors à Raymond Hood, qu'il avait également rencontré lors de ses études en France. Leurs projets comprennent la conception primée de la Tribune Tower à Chicago et du Daily News Building à New York,. Howells conçoit également la Beekman Tower à New York et le plan de l'université de Bruxelles en Belgique en 1922 à la demande de Herbert Hoover, alors secrétaire américain au commerce,. Les œuvres institutionnelles d'Howells comprennent l'Engineering Quadrangle de l'Institut Pratt, construit en plusieurs phases de 1909 à 1928, le Memorial Hall de l'Institut Pratt en 1927 et le Willoughby Hall de l'Institut Pratt en 1957,.
Howells a été président de la Society of Beaux-Arts Architects et de la Société des Architectes Diplômés par le Gouvernement,. Il a été élu à l'Académie américaine des arts et des lettres, nommé chevalier de la Légion d'honneur française et officier de l'Ordre de la Couronne (Belgique), et a fait partie de la Commission des beaux-arts des États-Unis de 1933 à 1937. Howells a écrit plusieurs livres sur l'histoire de l'architecture. En 1944, il est élu à l'Académie américaine des beaux-arts en tant qu'académicien associé.

## Vie privée
John Mead Howells épouse Abbie McDougal White (1880-1975) le 21 décembre 1907. Ils auront deux fils, William White Howells (1908-2005), anthropologue, et John Noyes Mead Howells (1912-1982), membre du département éducatif du Musée des sciences de Boston. John Mead Howells meurt le 22 septembre 1959 à sa maison d'été de Kittery Point. Il est enterré, comme son père, à Cambridge.

## Galerie

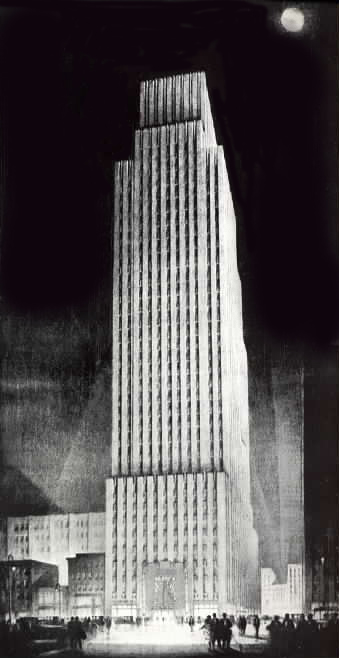
Le Daily News Building, sur lequel Howells a collaboré avec Raymond Hood.
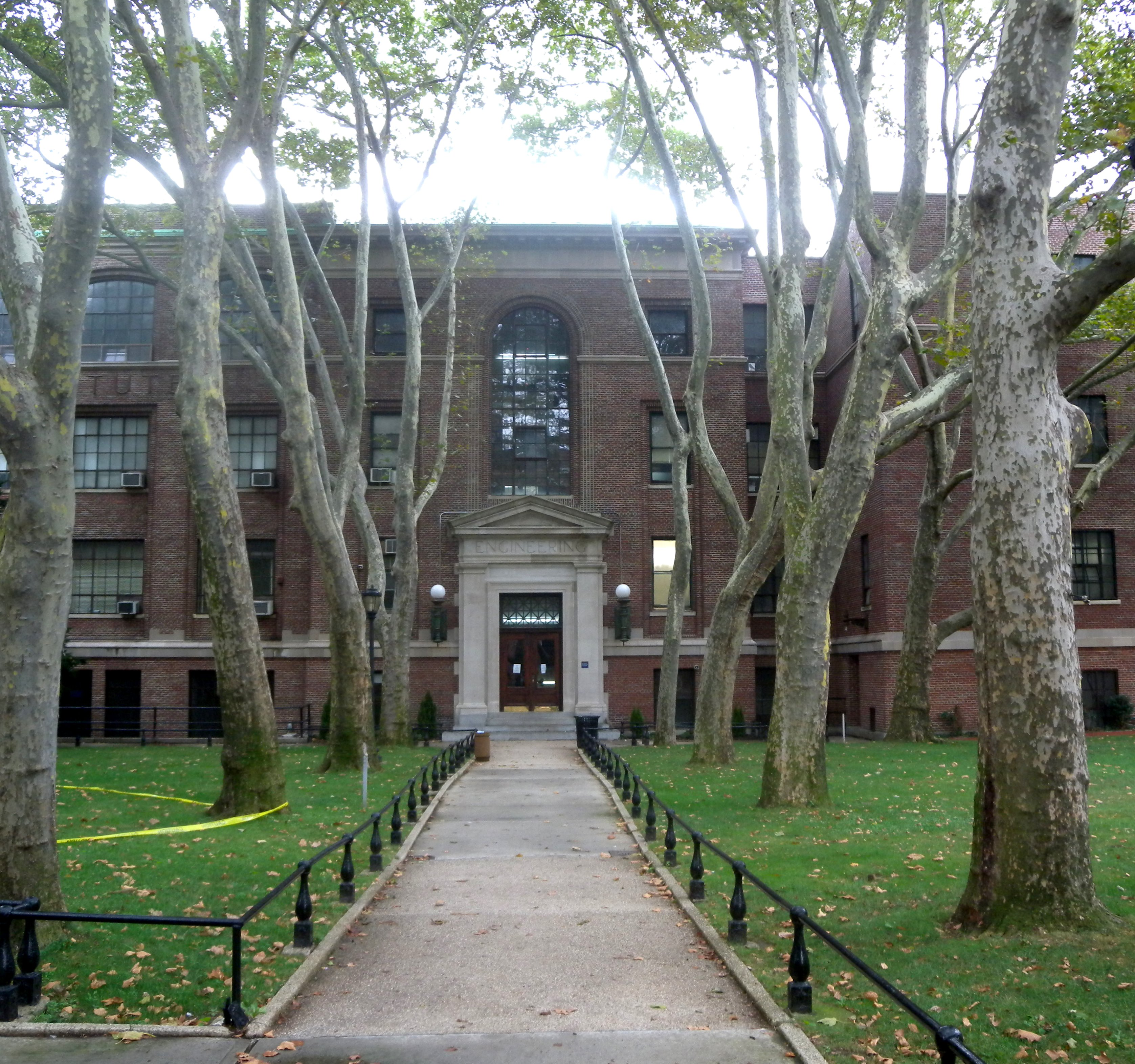
Le bâtiment d'ingénierie (Engineering Quadrangle) de l'institut Pratt.
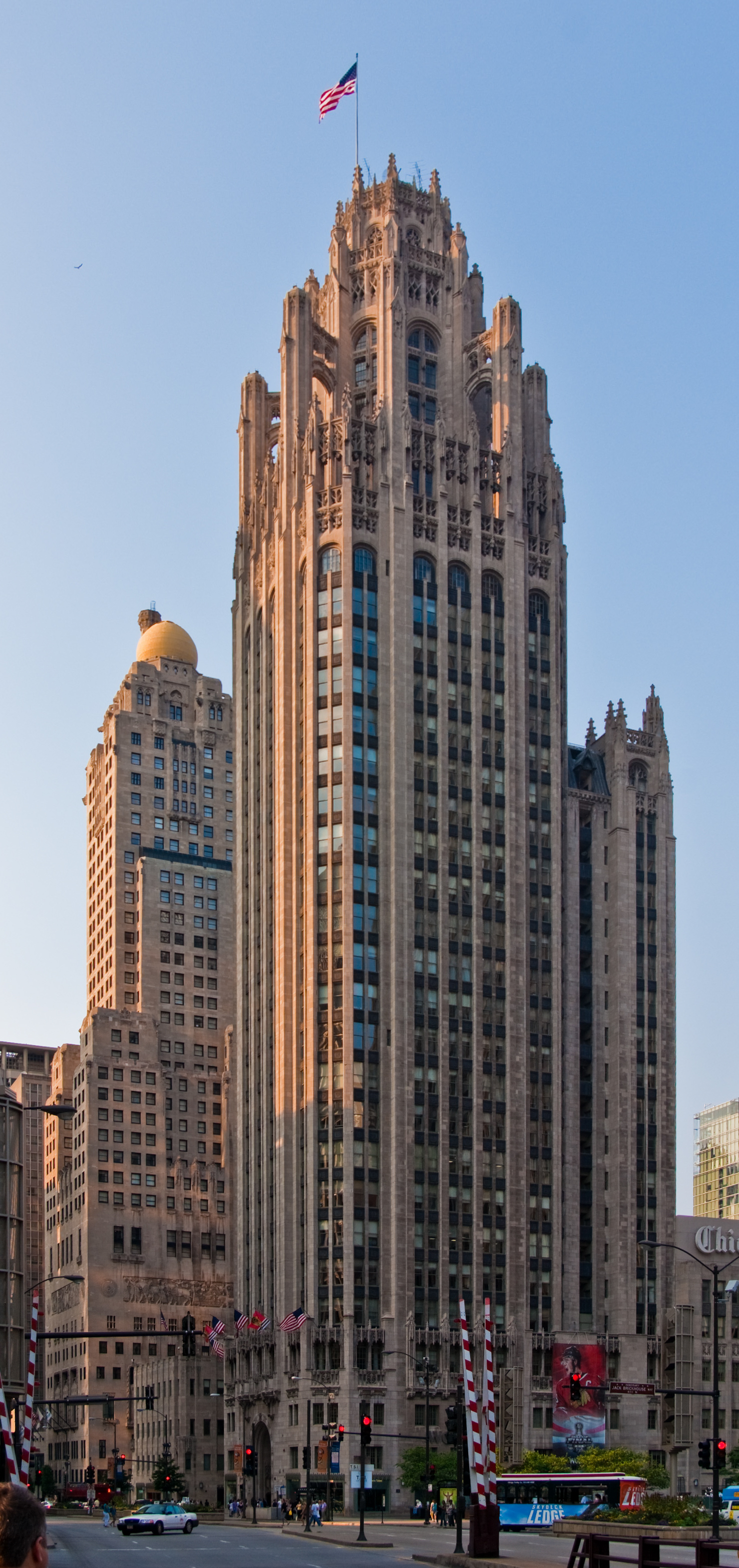
La Tribune Tower sur laquelle Howells a collaboré avec Raymond Hood.